# High Pressure Research
High Pressure Research is een internationaal, aan collegiale toetsing onderworpen wetenschappelijk tijdschrift op het gebied van de natuurkunde.
De naam wordt in literatuurverwijzingen meestal afgekort tot High Pres. Res.
Het wordt uitgegeven door Taylor & Francis namens de International Association for the Advancement of High Pressure Science en verschijnt 4 keer per jaar.